# Aloeides ochraceus
Aloeides ochraceus är en fjärilsart som beskrevs av James John Joicey och Talbot 1924. Aloeides ochraceus ingår i släktet Aloeides och familjen juvelvingar. Inga underarter finns listade i Catalogue of Life.